# Micrixalus fuscus
Espèce
Synonymes
- Ixalus fuscus Boulenger, 1882

Statut de conservation UICN

 NT  : Quasi menacé
Micrixalus fuscus est une espèce d'amphibiens de la famille des Micrixalidae.

## Répartition
Cette espèce est endémique d'Inde. Elle se rencontre au Tamil Nadu dans le district de Tirunelveli et au Kerala dans le district de Thiruvananthapuram entre 200 et 1 000 m d'altitude dans les Ghâts occidentaux,,.

## Description

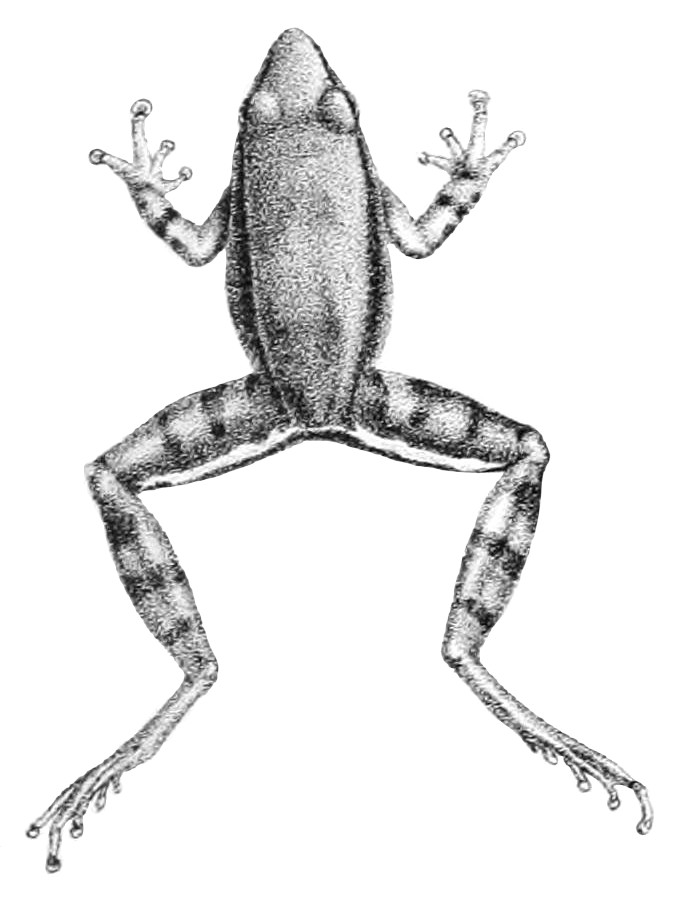
Micrixalus elegans

L'holotype de Micrixalus fuscus mesure 32 mm. La femelle lectotype mesure 32,1 mm.
Cette espèce a la face dorsale brune. Les côtés de sa tête et ses flancs sont généralement sombre. Ses membres sont rayés et la face interne de ses membres antérieurs brun foncé avec une ligne claire centrale plus ou moins accentuée. Sa face ventrale est blanchâtre marbré de brun. Le mâle présente deux sacs vocaux internes dont les ouvertures sont très petites.

## Taxinomie
Micrixalus herrei, décrite par George Sprague Myers en 1942 mais considérée par Robert Frederick Inger en 1984 comme synonyme de Micrixalus fuscus a été relevée de sa synonymie par Biju, Garg, Gururaja, Shouche et Walujkar en 2014.

## Étymologie
Son nom d'espèce, du latin fuscus, « sombre », lui a été donné en référence à sa livrée.

## Publication originale
- Boulenger, 1882 : Catalogue of the Batrachia Salientia s. Ecaudata in the collection of the British Museum, ed. 2, p. 1-503 (texte intégral).